# Maslama ibne Mucalade
Maslama ibne Mucalade ibne Samite Alançari (em árabe: مسلمة بن مخلد بن صامت الأنصاري; romaniz.: Maslama ibn Mukhallad ibn Ṣāmit al-Anṣārī), a quem são atribuídos os tecnônimos Abu Mã ou Saíde ou Omar, foi um dos companheiros do profeta Maomé e ativos no Egito nas décadas após sua conquista pelos muçulmanos.

## Vida
Maslama nasceu em 616 ou 620 e participou da conquista muçulmana do Egito, permanecendo no país até sua morte. Era um adepto do terceiro califa, Otomão, e se recusou a reconhecer a sucessão do genro de Maomé, Ali, após o assassinato de Otomão. Consequentemente, foi um dos líderes do partido otomânida, sob Moáuia ibne Hudaije, e participou de sua revolta contra o governador Maomé ibne Abi Hudaifa em 657, até que o governador da Síria, Moáuia ibne Abi Sufiane, reimpôs a ordem. Em 658, quando o conflito entre Ali e os omíadas centrados na Síria sob Moáuia eclodiu, ele se opôs à nomeação de Ali de Maomé ibne Abi Becre como governador do Egito, e é provável que tenha participado da invasão síria sob Anre ibne Alas que levou à derrota, captura e execução de ibne Abi Becre no verão daquele ano.
Maslama serviu lealmente sob Anre ibne Alas, que foi governador do Egito até sua morte em janeiro de 664, mas permaneceu à margem sob seus dois sucessores, Otba ibne Abi Sufiane e Uqueba ibne Amir. Finalmente, em 667/8, o próprio Maslama fez uma petição a Moáuia, agora califa, e foi nomeado governador do Egito. Ocupou o cargo até 670 de acordo com Tabari, embora outras fontes relatem que governou o país continuamente até sua morte em 9 de abril de 682. Pouco se sabe sobre seu mandato, exceto que foi ativo nas guerras contra o Império Bizantino, enviando expedições regulares contra eles e reconstruiu a Mesquita de Anre ibne Alas em Fostate, à qual acrescentou minaretes. Fora isso, seu período no cargo parece ter sido de tranquilidade doméstica. Algumas fontes afirmam que Maslama também foi responsável pelas campanhas muçulmanas em Ifríquia e no Magrebe em geral, embora outras insistam que essas áreas não ficaram sob sua autoridade até ca. 675; de qualquer forma, substituiu Uqueba ibne Nafi, que estava no comando da Ifríquia até então, por Abu Almuajir Dinar em 671 ou em 675. Maslama permaneceu um firme adepto dos omíadas até o fim, e quando Moáuia morreu em 680, imediatamente reconheceu seu filho, Iázide I, como seu sucessor; supostamente ameaçou até o filho de Anre ibne Alas, Abedalá, outro Companheiro e respeitado estudioso de hádice, com execução quando objetou.